# Kanoistika na Letních olympijských hrách 2016
Závody v kanoistice se na Letních olympijských hrách 2016 v Rio de Janeiru uskutečnily ve dnech 7. srpna – 10. srpna 2016, (vodní slalom) a 16.–21. srpna 2016 (rychlostní kanoistika).

## Medailisté

### Vodní slalom

#### Muži
| Kategorie | Zlato                                              | Výkon  | Stříbro                                                  | Výkon  | Bronz                                            | Výkon  |
| --------- | -------------------------------------------------- | ------ | -------------------------------------------------------- | ------ | ------------------------------------------------ | ------ |
| C1        | Denis Gargaud Chanut · Francie (FRA)               | 94,17  | Matej Beňuš · Slovensko (SVK)                            | 95,02  | Takuja Haneda · Japonsko (JPN)                   | 97,44  |
| C2        | Slovensko (SVK) · Ladislav Škantár · Peter Škantár | 101,58 | Velká Británie (GBR) · David Florence · Richard Hounslow | 102,01 | Francie (FRA) · Gauthier Klauss · Matthieu Péché | 103,24 |
| K1        | Joe Clarke · Velká Británie (GBR)                  | 88.53  | Peter Kauzer · Slovinsko (SLO)                           | 88,70  | Jiří Prskavec · Česko (CZE)                      | 88,99  |

#### Ženy
| Kategorie | Zlato                                  | Výkon | Stříbro                            | Výkon  | Bronz                            | Výkon  |
| --------- | -------------------------------------- | ----- | ---------------------------------- | ------ | -------------------------------- | ------ |
| K1        | Maialen Chourrautová · Španělsko (ESP) | 98.65 | Luuka Jonesová · Nový Zéland (NZL) | 101.82 | Jessica Foxová · Austrálie (AUS) | 102.49 |

### Rychlostní kanoistika

#### Muži
| Kategorie | Zlato                                                                     | Výkon    | Stříbro                                                               | Výkon    | Bronz                                                                 | Výkon    |
| --------- | ------------------------------------------------------------------------- | -------- | --------------------------------------------------------------------- | -------- | --------------------------------------------------------------------- | -------- |
| C1 200 m  | Jurij Čeban · Ukrajina (UKR)                                              | 39,279   | Valentin Demjanenko · Ázerbájdžán (AZE)                               | 39,493   | Isaquias Queiroz · Brazílie (BRA)                                     | 39,628   |
| C1 1000 m | Sebastian Brendel · Německo (GER)                                         | 3:56,926 | Isaquias Queiroz · Brazílie (BRA)                                     | 3:58,529 | Serghei Taranovschi · Moldavsko (MDA)                                 | 4:00,852 |
| C2 1000 m | Sebastian Brendel · Jan Vandrey · Německo (GER)                           | 3:43.912 | Erlon Silva · Isaquias Queiroz · Brazílie (BRA)                       | 3:44.819 | Dmytro Ianchuk · Taras Miščuk · Ukrajina (UKR)                        | 3:45.949 |
| K1 200 m  | Liam Heath · Velká Británie (GBR)                                         | 35.197   | Maxime Beaumont · Francie (FRA)                                       | 35.362   | Saúl Craviotto · Španělsko (ESP) Ronald Rauhe · Německo (GER)         | 35.662   |
| K1 1000 m | Marcus Walz · Španělsko (ESP)                                             | 3:31,447 | Josef Dostál · Česko (CZE)                                            | 3:32,145 | Roman Anoškin · Rusko (RUS)                                           | 3:33,363 |
| K2 200 m  | Španělsko (ESP) · Saúl Craviotto · Cristian Toro                          | 32,075   | Velká Británie (GBR) · Liam Heath · Jon Schofield                     | 32,368   | Litva (LTU) · Aurimas Lankas · Edvinas Ramanauskas                    | 32,382   |
| K2 1000 m | Německo (GER) · Max Rendschmidt · Marcus Gross                            | 3:10,781 | Srbsko (SRB) · Marko Tomićević · Milenko Zorić                        | 3:10,969 | Austrálie (AUS) · Ken Wallace · Lachlan Tame                          | 3:12,593 |
| K4 1000 m | Německo (GER) · Max Rendschmidt · Tom Liebscher · Max Hoff · Marcus Gross | 3:02.143 | Slovensko (SVK) · Denis Myšák · Erik Vlček · Juraj Tarr · Tibor Linka | 3:05.044 | Česko (CZE) · Daniel Havel · Lukáš Trefil · Josef Dostál · Jan Štěrba | 3:05.176 |

#### Ženy
| Kategorie | Zlato                                                                                          | Výkon    | Stříbro                                                                                          | Výkon    | Bronz | Výkon    |
| --------- | ---------------------------------------------------------------------------------------------- | -------- | ------------------------------------------------------------------------------------------------ | -------- | --- | -------- |
| K1 200 m  | Lisa Carringtonová · Nový Zéland (NZL)                                                         | 39,864   | Marta Walczykiewiczová · Polsko (POL)                                                            | 40,279   | Inna Osypenková-Radomská · Ázerbájdžán (AZE)                                                               | 40,401   |
| K1 500 m  | Danuta Kozáková · Maďarsko (HUN)                                                               | 1:52,494 | Emma Jørgensenová · Dánsko (DEN)                                                                 | 1:54,326 | Lisa Carringtonová · Nový Zéland (NZL)                                                                     | 1:54,372 |
| K2 500 m  | Maďarsko (HUN) · Gabriella Szabová · Danuta Kozáková                                           | 1:43,687 | Německo (GER) · Franziska Weberová · Tina Dietzeová                                              | 1:43,738 | Polsko (POL) · Karolina Najaová · Beata Mikołajczyková                                                     | 1:45,207 |
| K4 500 m  | Maďarsko (HUN) · Gabriella Szabová · Danuta Kozáková · Tamara Csipesová · Krisztina Fazekasová | 1:34.482 | Německo (GER) · Sabrina Heringová · Franziska Weberová · Steffi Kriegersteinová · Tina Dietzeová | 1:35.383 | Bělorusko (BLR) · Marharyta Makhnevaová · Nadzeya Liapeshkaová · Volha Khudzenkaová · Maryna Litvinchuková | 1:36.908 |

## Medailové pořadí zemí
| Pořadí | Země           | Zlato | Stříbro | Bronz | Celkově |
| ------ | -------------- | ----- | ------- | ----- | ------- |
| 1      | Německo        | 4     | 2       | 1     | 7       |
| 2      | Španělsko      | 3     | 0       | 1     | 4       |
| 3      | Maďarsko       | 3     | 0       | 0     | 3       |
| 4      | Velká Británie | 2     | 2       | 0     | 4       |
| 5      | Francie        | 1     | 1       | 1     | 3       |
| 6      | Nový Zéland    | 1     | 1       | 1     | 3       |
| 7      | Slovensko      | 1     | 2       | 0     | 3       |
| 8      | Ukrajina       | 1     | 0       | 1     | 2       |
| 9      | Brazílie*      | 0     | 2       | 1     | 3       |
| 10     | Ázerbájdžán    | 0     | 1       | 1     | 2       |
| 10     | Česko          | 0     | 1       | 2     | 3       |
| 10     | Polsko         | 0     | 1       | 1     | 2       |
| 13     | Dánsko         | 0     | 1       | 0     | 1       |
| 13     | Srbsko         | 0     | 1       | 0     | 1       |
| 13     | Slovinsko      | 0     | 1       | 0     | 1       |
| 16     | Austrálie      | 0     | 0       | 2     | 2       |
| 17     | Bělorusko      | 0     | 0       | 1     | 1       |
| 17     | Japonsko       | 0     | 0       | 1     | 1       |
| 17     | Litva          | 0     | 0       | 1     | 1       |
| 17     | Moldavsko      | 0     | 0       | 1     | 1       |
| 17     | Rusko          | 0     | 0       | 1     | 1       |
| celkem | celkem         | 15    | 15      | 16    | 46      |